# Путятінська сільська рада (Шарлицький район)
Путя́тінська сільська рада (рос. Путятинский сельский совет) — сільське поселення у складі Шарлицького району Оренбурзької області Росії.
Адміністративний центр — село Путятіно.

## Населення
Населення — 890 осіб (2019; 1049 в 2010, 1357 у 2002).

## Склад
До складу сільської ради входять:
| Населений пункт          | Населення, осіб (2002) | Населення, осіб (2010) |
| ------------------------ | ---------------------- | ---------------------- |
| Ванюшино, селище         | 33                     | 14                     |
| Воронино, селище         | 8                      | 8                      |
| Зірекло, село            | 183                    | 153                    |
| Зобово, село             | 266                    | 197                    |
| Ізяк-Нікітино, село      | 141                    | 94                     |
| Кутуєво, селище          | 54                     | 37                     |
| Ново-Федоровка, присілок | 8                      | 0                      |
| Путятіно, село           | 664                    | 546                    |